# Núria Llimona
Pour les articles homonymes, voir Núria (homonymie) et Llimona.
Núria Llimona i Raymat, née à Barcelone le 17 mars 1917 et morte le 12 janvier 2011 dans cette même ville, est une peintre catalane.
Elle fait partie de la famille d'artistes des Llimona.

## Biographie
Fille du peintre Joan Llimona i Bruguera et de Maria Raymat i Barcino, elle vient d'une grande famille d'artistes catalans. Elle est la sœur de la peintre Mercè Llimona i Raymat et la nièce de l'artiste Josep Llimona.
Très jeune, elle suit les pas de son père et se dirige vers la peinture, contre le souhait de sa mère qui souhaite un avenir plus approprié pour une fille de la haute bourgeoisie catalane. Elle entre aux Beaux-Arts de Barcelone, à l'école de la Llotja, jusqu'à la fermeture de l'établissement durant la guerre d'Espagne à la suite des bombardements fascistes sur le port de Barcelone tout proche.
Elle reprend ses études après la guerre, et revient dans cette école, située alors à la fin de la Voie Laietana, en tant qu'enseignante.
En 1943, elle expose à l'Académie des Beaux-Arts de Sabadell.
Elle est célèbre pour ses toiles représentant Barcelone, notamment celles du quartier de l'Eixample.
Elle est également reconnue pour ses paysages, ses natures mortes et ses portraits au style naïf et postimpressionniste.
Après la dictature, elle expose dans les musées d'art moderne de Barcelone et Madrid, et publie les ouvrages Las brujas (1995) et El crit del silenci (1996), recueil de dessins en noir accompagnés de textes d'écrivains comme Josep Maria Ainaud de Lasarte, Carme Alcalde, Federico García Lorca ou du président de la République en exil Manuel Azaña.
Décédée à Barcelone au début de l'année 2011, elle repose au célèbre cimetière monumental du Poblenou auprès de son illustre famille.

## Distinctions
- 2000 : Creu de Sant Jordi[8]

- 2006 :  Médaille d'Honneur de la Ville de Barcelone